# Porfirion
Porfirion - imię męskie pochodzenia greckiego. 
Porfirion imieniny obchodzi: 16 lutego, 10 marca.
W literaturze polskiej imię to zostało spopularyzowane przez Konstantego Ildefonsa Gałczyńskiego w powieści Porfirion Osiełek (1929) i w „Teatrzyku Zielona Gęś” (gdzie jedną z głównych postaci był Porfirion Osiełek).